# 2,3-diidrossibenzoato 3,4-diossigenasi
La 2,3-diidrossibenzoato 3,4-diossigenasi è un enzima appartenente alla classe delle ossidoreduttasi, che catalizza la seguente reazione:
2,3-diidrossibenzoato + O2 ⇄ 3-carbossi-2-idrossimuconato semialdeide